# 佐咲日菜
佐咲 日菜（ささき ひな、1994年4月27日 - ）は、日本の女優、モデル、グラビアタレント。

## 略歴
岐阜県出身。大学卒業後、就職活動の一環として講談社「ミスiD2018」オーディションを受け、ミスiD2018 MIP賞受賞。2017年7月に公開された審査オーディション動画ではたらいに入り、ペットボトルの水を頭からかけるパフォーマンスを見せた。
2019年に上京し女優、モデルとして幅広く活動。特にミュージックビデオは2019年から2022年にかけて30本以上出演し、制服の少女から妖艶な謎の美女といった役柄まで演じた。2021年1月には『Rolling Rolling』で自らも歌手としてデビューした。
元々グラビアアイドルにも憧れがあったことから2022年夏にはグラビアアイドル・コスプレイヤー専門のサブスクリプション型ファンコミュニティプラットフォーム「ミーミューズ（Mi-muse by Mi-glamu）」でファンクラブ「ひよっこくらぶ」を設立。
2025年2月14日よりLicht所属。

## 人物
人生初のプロポーズは、パスポート目当ての外国人による詐欺だったという逸話がある。

## 出演

### テレビ
- 全力坂（2022年6月‐7月、テレビ朝日）

### ウェブドラマ
- 友達以上、恋人未満（2021年2月19日 ‐ 5月8日、Netelly/YouTube）‐ 三輪可乃子 役
- 私が死ぬ夢を悲しいと思ってしまう（2021年9月7日 ‐ 10月5日、ミツグモノヅクリ/YouTube）‐ わたし（あやね）役

### ウェブバラエティ
- 競馬の面白見←とはＲ（2021年8月14日 ‐ 2022年3月26日、WALLOP!放送局）

### 映画
- アポトーシス（2021年2月、橋本根大監督）‐ ゼン 役
- そうとうまぬけ（2023年、加藤也大監督）※短編作品。- わたし 役
- タバコが旨い話（2024年、加藤也大監督）※短編作品。

### VR映画
- GIRL Z OF THE DEAD EPISODE1（2021年、岩下賢太郎監督）

### 舞台
- ヘッド本（2021年3月26日、配信のみ）
- 死刑島（2022年4月26日 ‐ 5月1日、劇場HOPE）- メグミ 役
- 虹の彼方で待ってるよ（2022年9月28日 ‐ 10月2日予定、北池袋・新生館シアター）

### MV
- reading note「性癖」（2017年6月28日、全年齢ver.、R指定ver.どちらも出演）
- ゆれる雨音「消滅的ファンタジー」（2017年11月10日）- 黒い服の少女 役[8]
- 東京ノスタルジー「teenager」（2017年12月2日）- 佐々木ひな 役

- Laughing Hick「カシスオレンジ」（2019年12月15日）- 彼女 役
- tiny little charm「balloon flower」（2019年11月30日）- 女の子 役
- 組地ハル 「カオリ」（2019年3月4日）- 白い衣装に身を包む女 役
- atelier room（アトリエルーム）「デッドエンド」（2020年1月2日）- 女の子 役
- allok「かけ違い」（2020年3月22日）- 女性
- 磯貝マナト「Boring Party」（2020年11月1日）- ビニル越しだった女 役
- 井野利治「いちばん星」（2020年6月30日）- 彼女 役
- Re:Me「グッバイ」（2021年3月31日）
- 佐藤玖美「午後4時の翳り」（2021年4月25日）
- TANEBI「パラダイムシフト」（2021年7月25日）
- PHOEBE「BABY BLUE」（2021年9月19日）
- Organic Call「彗星のよう」（2021年8月1日）
- 伊東歌詞太郎「絆傷」（2022年2月16日）
- ハヤシユウ「ワンダーランド(2021Ver.)」（2021年6月30日）
- urei「マジックアワー」（2022年7月25日）
- conöha「last scene」（2022年12月25日）
- MOSHIMO「恋のディスマッチン」（2023年6月1日）

### モデル

#### 書籍
- 青山裕企写真集「あっかんべー」

#### CDジャケットモデル
- tiny little charm「透明なままで」 2020/04/16
- 恩田海OndaSea「瞳」2020/05/30

## 作品

### デジタル写真集
- 佐々木ひな ファースト写真集『Prologue』（2018年1月12日、撮影：松田大輔）

### 音楽

#### 配信シングル
- Rolling Rolling（2021年1月8日、MASK RECORDS）